# 美国青年共产主义联盟
美利坚合众国青年共产主义联盟（英語：Young Communist League of the United States of America，缩写为YCLUSA），通称美国青年共产主义联盟（Young Communist League USA），是美国共产党的青年翼。该组织成立于1920年 。2015年11月14日，该组织解散。2019年，美国共产党重建美国青年共产主义联盟。该组织以马克思列宁主义为指导思想。该组织是世界民主青年联盟的成员。